# Cát Vân
Cát Vân là một xã thuộc huyện Như Xuân, tỉnh Thanh Hóa, Việt Nam.
Xã Cát Vân có diện tích 25,75 km², dân số năm 1999 là 2428 người, mật độ dân số đạt 94 người/km².